# Franjo Wölfl
Franjo Wölfl (18 de maig de 1918 - 8 de juliol de 1987) fou un futbolista croat de la dècada de 1940.
Fou 12 cops internacional amb la selecció iugoslava i 18 més amb la de Croàcia. Pel que fa a clubs, defensà els colors de Viktoria Plzeň, Građanski Zagreb i Dinamo Zagreb.